# Шепреуш
Шепреуш (рум. Șepreuș) — комуна у повіті Арад в Румунії. До складу комуни входить єдине село Шепреуш.
Комуна розташована на відстані 414 км на північний захід від Бухареста, 55 км на північний схід від Арада, 144 км на захід від Клуж-Напоки, 98 км на північний схід від Тімішоари.

## Населення
За даними перепису населення 2002 року у комуні проживали 2472 особи.
Національний склад населення комуни:
| Національність | Кількість осіб | Відсоток |
| -------------- | -------------- | -------- |
| румуни         | 2214           | 89,6%    |
| цигани         | 229            | 9,3%     |
| угорці         | 21             | 0,8%     |
| німці          | 5              | 0,2%     |
| словаки        | 2              | 0,1%     |
| італійці       | 1              | < 0,1%   |

Рідною мовою назвали:
| Мова       | Кількість осіб | Відсоток |
| ---------- | -------------- | -------- |
| румунська  | 2242           | 90,7%    |
| циганська  | 210            | 8,5%     |
| угорська   | 18             | 0,7%     |
| німецька   | 1              | < 0,1%   |
| італійська | 1              | < 0,1%   |

Склад населення комуни за віросповіданням:
| Релігія            | Кількість осіб | Відсоток |
| ------------------ | -------------- | -------- |
| православні        | 1933           | 78,2%    |
| адвентисти         | 296            | 12,0%    |
| п'ятдесятники      | 165            | 6,7%     |
| баптисти           | 63             | 2,5%     |
| римо-католики      | 10             | 0,4%     |
| реформати          | 1              | < 0,1%   |
| греко-католики     | 1              | < 0,1%   |
| лютерани           | 1              | < 0,1%   |
| не релігійні       | 1              | < 0,1%   |
| не вказали релігію | 1              | < 0,1%   |

## Зовнішні посилання
- Дані про комуну Шепреуш на сайті Ghidul Primăriilor [Архівовано 17 січня 2013 у Wayback Machine.]